# Johan Soarez Somesso
Johan Soarez Somesso fue un trovador gallego del siglo XIII perteneciente a la etapa inicial de la lírica gallego-portuguesa.

## Biografía
No quedan datos biográficos que permitan identificarlo de forma fehaciente, por lo que existe diversas propuestas. Carolina Michaelis propuso que Somesso podría tratarse de un apodo (“submisso”) dado a Johan Soares de Valadares, sin embargo Xabier Ron Fernández propone que Somesso corresponde al topónimo de una localidad del municipio de Celanova. José Antonio Souto Cabo lo identifica con el caballero Johan Soarez de Fornelos.

## Obra
Se conservan 25 obras, 23 son cantigas de amor y las dos restantes cantigas de escarnio y maldecir.